# Moldva (régió)
Nyugat-Moldva (románul: Moldova), más néven Moldva vagy Román Moldva, a Moldvai fejedelemség történelmi és földrajzi része, Kelet-északkelet-Romániában. Keleti része ma a független Moldovai Köztársaság területét képezi. A Havasalfölddel való 1859-es csatlakozásáig a Moldvai Fejedelemség magában foglalta Besszarábiát (a Budzsákkal) és Bukovinát is.
Maga a régió nyolc megyéből áll. Ezek Románia területének több mint 18%-át fedik le. Moldva nagy része (a nyolc megyéből hat) a Északkelet-romániai fejlesztési régió része, míg a két déli megye a Délkelet-romániai fejlesztési régióban található.

## Közigazgatás

A Román Királyság történelmi régiói. Moldva kék színnel van jelölve

A régió területe 46 173 km², és nyolc megyét (románul: judeţ) tesz ki Románia keleti és északkeleti részén. A nyolc megye: 
- Bákó megye
- Botoșani megye
- Galați megye
- Iași megye
- Neamț megye
- Suceava megye
- Vaslui megye
- Vrancea megye

Suceava megye Bukovina déli részéhez is tartozik.

## Népessége
A 2011-es román népszámlálás adatai szerint a régió teljes népessége 4 178 694 lakos, ami Románia népességének 20,7%-a. Az etnikai összetétel a következőképpen oszlik meg: románok (98%), cigányok (1,3%), egyéb (0,7%).
A legnépesebb városok a 2011-es népszámlálás szerint:
- Jászvásár - 290 422 fő
- Galați - 249 432 fő
- Bákó - 144 307 fő
- Botosán - 106 847 fő
- Szucsáva - 92 121 fő
- Karácsonkő - 85 055 fő
- Foksány - 79 315 fő
- Barlád - 55 837 fő
- Vászló - 55 407 fő
- Románvásár - 50 713 fő

## Történelme
A szomszédos Moldova, a Szovjetuniótól való 1991-es függetlenné válás után is kitartott még évtizedekig a moldáv-román elkülönítés politikája mellett. A román fúziós törekvések ellensúlyozására olykor-olykor még felvetődött Moldova igénye a romániai Moldva régióra is, amit Nyugat-Moldová-nak neveztek a moldáv politikusok. Vladimir Voronin egykori moldáv elnök is olyan kijelentésekkel 2001 és 2009 közötti hivatali ideje alatt, hogy Romániában 10 millió moldáv nemzetiségű él, utalva ezzel a moldvai régió románjaira.

## Fordítás
- Ez a szócikk részben vagy egészben  a   Western Moldavia című angol Wikipédia-szócikk fordításán alapul.  Az eredeti cikk szerkesztőit annak laptörténete sorolja fel. Ez a jelzés csupán a megfogalmazás eredetét és a szerzői jogokat jelzi, nem szolgál a cikkben szereplő információk forrásmegjelöléseként.